# 高捷 (棒球運動員)
高捷（2002年8月22日—），為台灣棒球選手，目前效力於中華職棒富邦悍將，守備位置為內野手，於2023年季中選秀中被富邦悍將以第四輪選進，並獲簽約金240萬元。

## 經歷
- 高雄市金潭國小少棒隊
- 高雄市前金國中青少棒隊
- 高雄市三民高中青棒隊
- 台中市國立臺灣體育運動大學棒球隊（富邦公牛）
- 中華職棒富邦悍將（2023年08月21日－）

## 職棒生涯成績
| 年度 | 球隊     | 出賽 | 打數 | 安打 | 全壘打 | 打點 | 盜壘 | 三振 | 四死 | 壘打數 | 雙殺打 | 打擊率 | 上壘率 | 長打率 | OPS |
| ---- | -------- | ---- | ---- | ---- | ------ | ---- | ---- | ---- | ---- | ------ | ------ | ------ | ------ | ------ | --- |
| 2025 | 富邦悍將 | －   | －   | －   | －     | －   | －   | －   | －   | －     | －     | －     | －     | －     | －  |
| 合計 | 1年      | －   | －   | －   | －     | －   | －   | －   | －   | －     | －     | －     | －     | －     | －  |

## 外部連結
- 高捷在台灣棒球維基館上的頁面（繁體中文）
- 高捷在中華職棒官網